# Nokia 7710

Nokia 7710 este bazat pe Symbian 9.0. Telefonul are o cameră de 1 megapixel fără bliț oferă ca conectivitate fără fir Bluetooth.

## Design
Seamnă cu o consolă portabilă de jocuri.Are un ecran de TFT de 3.5 inchi.Ecranul este capabil să redea până la 65.536 de culori și are o rezoluție de 640 x 320 pixeli.
Controlul se realizează cu un D-Pad cu 5 taste, meniul și butonul desktop sunt poziționate sub aceasta.Pe partea dreaptă găsim butoanele de apelare vocală respectiv primire și respingere apel.

## Multimedia
Camera foto are o rezoluție de 1152 x 864 de pixeli cu zoom digital 2x.Telefonul suportă imaginile: JPEG, GIF, WBMP, BMP, MBM, PNG, TIFF/F și GIF animat.
Camera video înregistrează cu rezoluția de 176 x 144 de pixeli în format 3GP.Telefonul redă formate video MPEG4, H.263 și Real Video.
Aplicația Real Player redă formatele MP3, AAC, RealAudio 7 și 8, WAV, MIDI, AMR și alte tipuri de fișiere.
Difuzoare stereo și ecran de calitate face din acest telefon un Media Center portabil.
Oferă un slot de card MMC.

## Conectivitate
Nokia 7710 are Bluetooth, USB, ca conexiune de date oferă HSCSD, GPRS, EDGE.